# Il segreto del fiore d'oro
Il segreto del fiore d'oro (Das Geheimnis der Goldenen Blüte) è un'opera filosofico-spirituale pubblicata nel 1929 da Richard Wilhelm, sinologo e traduttore tedesco, in collaborazione con Carl Gustav Jung. Il libro esplora i concetti della spiritualità cinese, in particolare l'alchimia interiore taoista, e si concentra sulla trasformazione del corpo e della mente come via per raggiungere l'illuminazione. L'opera è una fusione di filosofia orientale, misticismo e psicoanalisi ed è considerata una delle principali fonti che ha portato il pensiero taoista e il concetto di alchimia spirituale al pubblico occidentale.
Il segreto del fiore d'oro rimane una delle opere più importanti nella comprensione dell'alchimia interiore e del Taoismo, e la sua sintesi con la psicologia analitica di Jung ha avuto un impatto duraturo sul pensiero occidentale. La sua fusione di spiritualità orientale e psicologia occidentale lo rende un'opera di grande valore per coloro che cercano una comprensione profonda del funzionamento della mente umana e del cammino verso l'illuminazione.

## Storia editoriale

### Contesto storico
Richard Wilhelm, che visse in Cina per molti anni, aveva una profonda conoscenza della lingua e della cultura cinese. Durante il suo soggiorno in Cina, tradusse numerosi testi classici, tra cui il I Ching. Nel Segreto del fiore d'oro, Wilhelm ha tradotto e interpretato un antico testo taoista che risale alla dinastia Tang, intitolato Taishang Ganying Pian ("Trattato delle operazioni spirituali supreme"), un testo che descrive la pratica dell'alchimia interiore e il processo di trasformazione spirituale attraverso il "lavoro interno".

### Pubblicazione
L'opera venne pubblicata nel 1929 in lingua tedesca e successivamente tradotta in diverse lingue, tra cui l'inglese, con il contributo del famoso psicologo Carl Gustav Jung, che ne scrisse la prefazione. Jung vide nel Fiore d'oro un simbolo di sviluppo psicologico e spirituale e il libro divenne un'importante fonte di studio per l'analisi della psiche umana.

## Contenuti
Il testo descrive il processo di alchimia interiore, che secondo il taoismo è la via per trasformare la coscienza e ottenere l'illuminazione. Questo processo si basa su pratiche come la meditazione, la respirazione consapevole e l'uso di simboli alchemici. La metafora del "fiore d'oro" rappresenta il raggiungimento di un punto di equilibrio interiore, in cui corpo e mente si fondono in armonia, portando alla realizzazione del potenziale divino e immortale presente in ogni individuo.
Un aspetto centrale dell'opera è il concetto di circolazione dell'energia vitale o Qi, che nel Taoismo è visto come una forza universale che scorre in ogni essere vivente. Secondo il testo, attraverso pratiche alchemiche e meditazione, è possibile risvegliare questa energia e usarla per purificare la mente e il corpo, raggiungendo così l'illuminazione.

## Influenza di Carl Jung
Carl Gustav Jung, che contribuì al libro con la sua introduzione, interpretò il testo da una prospettiva psicologica. Per Jung, il "fiore d'oro" rappresentava un simbolo del processo di individuazione, cioè il cammino verso la realizzazione del Sé, un concetto centrale nella sua teoria psicologica. Jung credeva che la tradizione taoista e l'alchimia interiore potessero essere viste come una manifestazione simbolica della psiche umana e delle sue dinamiche interne, e che il "lavoro alchemico" fosse paragonabile a un processo di integrazione delle varie parti della personalità, inclusi gli aspetti oscuri o repressi.

## Significato e interpretazioni
Nel corso degli anni, Il segreto del fiore d'oro ha avuto un'influenza significativa in vari ambiti, tra cui la psicologia, la spiritualità e la filosofia. Il suo messaggio universale ha attratto lettori di diverse tradizioni religiose e filosofiche, in particolare coloro che sono interessati a pratiche di auto-realizzazione, meditazione e crescita interiore.
Il libro è anche stato una delle opere che ha contribuito alla diffusione del pensiero taoista in Occidente, un pensiero che si distingue per la sua enfasi sulla spontaneità, l'armonia con la natura, e il rifiuto delle strutture rigide e autoritarie tipiche di molte altre tradizioni religiose e filosofiche.

### Edizioni
- (DE) Richard Wilhelm, Das Geheimnis der Goldenen Blüte: Ein chinesisches Lebensbuch, Nikol, 2020  [1929], ISBN 978-3868205114.
- Richard Wilhelm e Carl Gustav Jung, Il segreto del fiore d'oro. Un libro di vita cinese, traduzione di A. Vitale, M. A. Massimello, Bollati Boringhieri, 2001  [1929], ISBN 978-8833913070.